# 長崎市立浪平小学校
長崎市立浪平小学校（ながさきしりつ なみのひらしょうがっこう, Nagasaki City Naminohira Elementary School）は、かつて長崎県長崎市南山手にあった公立小学校。2007年（平成19年）に、統廃合で閉校した。
北大浦小学校・南大浦小学校との3校統合の上、同年4月に長崎市立大浦小学校が新設された。

## 概要
歴史
1878年（明治11年）に小曽根乾堂によって「私立小曽根小学校」として創立された。数回の移管・改称を経て、1947年（昭和22年）の学制改革で「長崎市立浪平小学校」となった。2007年（平成19年）に長崎市内の小学校2校（北大浦・南大浦）との統合により、旧・南大浦小学校の地に長崎市立大浦小学校が新設されたため、浪平小学校は130年の歴史に幕を下ろした。
校地
長崎港を一望できる小高い丘の上に立っていた。
学校教育目標
「豊かな心をもち、社会の変化に対応してたくましく生きぬくなみっ子を育てる。」
校歌
2番まであり、どちらにも校名の「浪平」が歌詞に登場する。
校区
長崎市立梅香崎中学校区であった。

## 沿革
- 1878年（明治11年）1月11日 - 小曽根乾堂が小曽根町の家屋1棟を寄付し、「私立小曽根小学校」（こぞね）を創設。
- 1880年（明治13年）12月 - 教育令の施行・および移管により、「公立中等小曽根小学校」と改称。
- 1886年（明治19年）6月 - 小学校令の施行により、「尋常小曽根小学校」と改称。
- 1887年（明治20年）3月 - 小曽根町・浪平町・古河町の3町が共同で、鍋冠山[2]に校舎を新築し、「尋常鎮鼎小学校」（ちんてい）[3] と改称。
- 1893年（明治26年）4月 - 小学校令の改正により、「鎮鼎尋常小学校」（尋常科4ヶ年）と改称。
- 1899年（明治32年）4月11日 - 「鎮鼎高等小学校」（高等科4ヶ年）と改称し、高等科生対象の学校となる。
- 1908年（明治41年）4月1日 - 義務年限6年となり、「浪平尋常高等小学校」（尋常科6ヶ年・高等科2ヶ年）と改称。
- 1910年（明治43年）3月31日 - 高等科を大浦高等小学校（後の長崎市立北大浦小学校）へ移管し、「浪平尋常小学校」（尋常科6ヶ年）と改称。
- 1924年（大正13年）4月1日 - 高等科を併置し、「浪平尋常高等小学校」（尋常科6ヶ年・高等科2ヶ年）となる。
- 1925年（大正14年）9月20日 - 校舎を増築。
- 1926年（大正15年）7月1日 - 青年訓練所を開設。
- 1931年（昭和6年）3月11日 - 校舎を増築。
- 1935年（昭和10年）5月 - 鎮鼎同窓会記念碑が設置[4][5]。
- 1941年（昭和16年）4月1日 - 国民学校令により、「長崎市浪平国民学校」と改称。
- 1947年（昭和22年）4月1日 - 学制改革に伴い、「長崎市立浪平小学校」（最終名）と改称。
- 1954年（昭和29年）1月24日 - 上部運動場が完成。
- 1959年（昭和34年）3月28日 - 校舎を増築、さざなみ橋が完成。
- 1965年（昭和40年）5月5日 - 旧校舎を解体。
- 1973年（昭和48年）5月11日 - 体育館が完成。
- 1978年（昭和53年）1月11日 - 創立100周年記念式典を挙行。
- 1982年（昭和57年）9月7日 - プールが完成。
- 1995年（平成7年）8月11日 - コンピューター室を新設。
- 1996年（平成8年）9月2日 - 寄贈により、ランチルームを新設。
- 2003年（平成15年）6月 - 北大浦小学校、南大浦小学校との統合が決定する。
- 2007年（平成19年）
  - 2月28日 - 閉校記念式典を挙行。
  - 3月31日 - 閉校。130年の歴史に幕を下ろす。
    - 校舎はすでに解体され、空き地となっている。なお、道路をはさんで校舎最上階から渡り廊下で結ばれていた運動場・プールの跡地には、現在、児童養護施設マリア園が移転してきている。

## アクセス
最寄りのバス停
- 長崎自動車（長崎バス）「浪の平」バス停下車後、上り坂を徒歩10～15分
  - 長崎駅方面から30番のバス（みらい長崎ココウォークと南長崎を結ぶ便）に乗車。

最寄りの国道
- 国道499号
- 小学校跡地そばの市道は「グラバー通り」と呼ばれ、グラバー園につながっている。

## 周辺
- 南公民館
- 十八銀行寮
- 長崎地方気象台
- グラバー園
- 児童養護施設マリア園

## 関連事項
- 長崎県小学校の廃校一覧